# Борело Алто (Палермо)
Борело Алто је насеље у Италији у округу Палермо, региону Сицилија.
Према процени из 2011. у насељу је живело 58 становника. Насеље се налази на надморској висини од 345 м.